# Mechowiska Czaple
Mechowiska Czaple – torfowiskowy rezerwat przyrody w województwie pomorskim, w powiecie bytowskim, w gminie Bytów. Ze względu na dominujący przedmiot ochrony zaliczany jest do typu biocenotycznego i fizjocenotycznego, podtypu biocenoz naturalnych i półnaturalnych. Ze względu na główny typ ekosystemu zaklasyfikowany został jako rezerwat torfowiskowy, podtypu torfowisk niskich. Został utworzony w 2008 roku.
Zajmuje powierzchnię 9,36 ha (akt powołujący podawał 9,70 ha). Wokół rezerwatu wyznaczono otulinę o powierzchni 25,61 ha (akt powołujący podawał 20,01 ha).

## Położenie
Rezerwat położony jest w północnej części gminy, na północ od zabudowań miejscowości Pomysk Mały, na obszarze Parku Krajobrazowego Dolina Słupi. Zlokalizowany jest w granicach obszaru specjalnej ochrony ptaków „Dolina Słupi” PLB220002 i projektowanego (stan na 2019) specjalnego obszaru ochrony siedlisk „Dolina Słupi” PLH220052. Znajduje się na terenie Nadleśnictwa Bytów, w obrębie leśnym Gołębia Góra.

## Cel
Celem ochrony w rezerwacie jest zachowanie kompleksu źródliskowych torfowisk wiszących i soligenicznych torfowisk mechowiskowych w dolinie niewielkiego cieku, stanowiącego dopływ Słupi, a także cennych ekosystemów wodnych, bagiennych, łąkowych i leśnych. W jego granicach występuje 5 gatunków roślin objętych ścisłą ochroną gatunkową (m.in.: kukułka Fuchsa, kukułka szerokolistna, listera jajowata i wawrzynek wilczełyko) i 11 gatunków objętych ochroną częściową. 
W pokładach torfu wykształciła się warstwa wapienna w postaci trawertynu, zwanego również alabastrem egipskim. Miąższość torfu i trawertynu w niektórych miejscach wynosi ponad 3 metry.
Rezerwat objęty jest ochroną czynną, w ramach której funkcjonują zastawki ograniczające niekorzystne skutki przeprowadzonych niegdyś melioracji oraz, raz w roku, wykaszane są łąki i torfowiska soligeniczne.

## Podstawy prawne
Rezerwat utworzony został na mocy Rozporządzenia nr 15/08 Wojewody Pomorskiego z dnia 18 czerwca 2008 r. w sprawie uznania za rezerwat przyrody „Mechowiska Czaple”.
Aktualnie obowiązującym aktem prawnym jest Zarządzenie Regionalnego Dyrektora Ochrony Środowiska w Gdańsku z dnia 27 grudnia 2017 r. w sprawie rezerwatu przyrody „Mechowiska Czaple”.
Nadzór nad rezerwatem sprawuje Regionalny Dyrektor Ochrony Środowiska w Gdańsku.